# Bruno Krüger (Richter)
Bruno Karl Heinrich Krüger (* 3. Oktober 1878 in Wehlau; † Anfang Mai 1931 bei Berlin) war ein deutscher Reichsgerichtsrat.

## Leben
Der Preuße Krüger wurde 1900 vereidigt. Er wurde nach dem Assessorexamen 1907 zunächst Rechtsanwalt. 1909 trat er als Amtsrichter in die Justizlaufbahn ein. 1913 wurde er Landrichter. 1919 ernannte man ihn zum Oberlandesgerichtsrat. 1925 kam er an das Reichsgericht. Er war im V. Zivilsenat und im IV. Strafsenat des Reichsgerichts tätig. Am 1. Mai 1927 trat er aus dem Reichsgericht aus und wurde Präsident des Oberlandesgerichts Königsberg. Im Herbst 1928 trat er in den Vorruhestand und zog in die Nähe Berlins. Vermutlich „infolge eines nervösen Leidens“ ertränkte er sich. Er galt als „Richter von Gerechtigkeitsgefühl und Sachlichkeit“.